# Hraběcí kaple (Stračí)
Hraběcí kaple je ruina čtyřboké pískovcové výklenkové kaple čtvercového půdorysu. Nachází u lesní cesty mezi Chcebuzí a Liběchovem, na okraji katastrálního území Stračí města Štětí v okrese Litoměřice. 

## Historie
Kaple byla vybudována na paměť události v noci 17. ledna 1720, kdy byl na tomto místě spiklenci z řad zámeckého služebnictva a poddaných zabit hrabě Johann Wratislav Clary (Jan Vratislav Desiderius Clary) ze Snědovic. Hrabě byl poddanými nenáviděn pro svou krutost, v čele spiknutí stál zámecký kuchař a mezi 15 hlavními odhalenými spiklenci byli např. panský sládek, zahradník a sluha. Dne 14. června 1720 byl v Praze vynesen rozsudek, podle kterého 8 účastníků spiknutí bylo vpleteno do kol, 3 byli sťati a 4 vymrskáni a vypovězeni ze země, vůdci spiknutí se podle tradice podařilo včas uprchnout do Saska.
Podle jedné z místních legend si vraždu hraběte Claryho objednala u místních loupežníků, sídlících v nedaleké jeskyni Mordloch, jeho manželka. Její 18letý bratr, hrabě z Kokořova, cestoval v době přepadení v kočáru s hrabětem Clarym a nic se mu nestalo. Podle pověsti byla zrádná manželka vhozena do vykopané díry a na té byla postavena kaplička.
Kapli nechala zbudovat Claryho dcera Marie Eleonora.

## Popis
Stavbu tvoří jednoduchý pilíř čtvercového půdorysu, postavený z pískovcových kvádrů, s okosenými rohy. Při nárožích jsou vidět zbytky pilastrů, všechna čtyři průčelí jsou opatřena plochými výklenky se stlačeným obloukem. Jde tedy o kapli výklenkovou, vstup do vnitřního prostoru kaple nemá. Podle nedatovaného článku na webu Kudyznudy.cz je kaple „v současné době“ v dezolátním stavu, bez krytiny, shora z ní vyrůstá tráva a velký bezový keř.
V katastrální mapě a RÚIAN má čtvercový pozemek pod kaplí samostatné parcelní číslo jako stavební parcela č. 64/2 na katastrálním území Stračí a stavba je zapsána jako „zemědělská stavba“ bez domovního čísla a bez vchodů.

## Lokalita a přístupnost
Kaple stojí u cesty se žlutou turistickou značkou vedoucí ze Želíz do Štětí. Nedaleko se též nalézá Mariánská kaple.